# Ion Druta
Ion Druta (Horodiște, 3 settembre 1928 – Mosca, 28 settembre 2023) è stato un poeta e drammaturgo moldavo.

## Biografia
Figlio di contadini, Ion Druță è nato il 3 settembre 1928, nel villaggio di Horodiște, nella contea di Soroca, nel Regno di Romania, nel distretto di Dondușeni, nella Repubblica di Moldavia. Laureato alla scuola forestale, divenne segretario di un Solsoviet, quindi eseguì il servizio militare obbligatorio nel 1947-1951. Membro di Komsomol nel 1945-1956. Nel 1957, si laureò ai corsi di letteratura superiore presso l'Istituto di letteratura Maxime-Gorki. Ion Druță iniziò a essere pubblicato nei primi anni 1950. Lavorò sui giornali Țăranul sovietico, socialista moldavo (che in seguito divenne Moldavia Suverană) e sulla rivista Femeia Moldovei. Il primo volume di Schițe și nuvele, La noi în sat, apparve nel 1953, seguito da altre opere di breve prosa e dai romanzi Frunze de dor e Povara bunătății noastre. Dal 1969 ha base a Mosca, in Russia, edizioni in inglese e russo. Le sue opere Frunze de dor, Balade din Câmpie, Ultima lună de toamnă, Povara bunătății noastre, Clopotnița, Horodiște, Întoarcerea țărânii în pământ, Biserica albă, Toiagul păstoriei fanno parte del patrimonio della letteratura contemporanea moldava.

## Opere

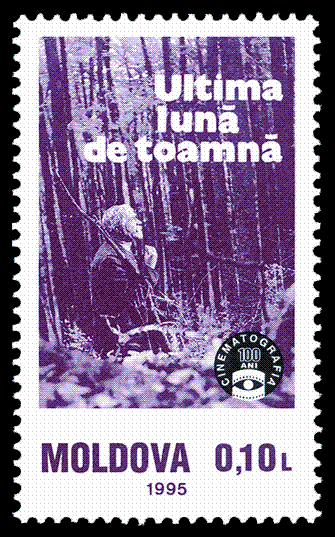
Francobollo moldavo dedicato a uno dei libri di Ion Druta

### Opere teatrali
- Casa Mare (1959)
- Păsările Tinereții noastre (1971)
- Doina (1979)
- Cervus divinus (1977-1981, 1987)
- Sfânta sfintelor (1977)

### Romanzi e raccolte di racconti
- Sania
- Toiagul păstoriei
- La noi în sat (1953)
- Ultima lună de toamnă
- Samariteanca
- Horodiște Romans Frunze de dor (prima edizione, Editura de Stat a Moldovei, 1957) - ripubblicato più volte
- Povara bunătății noastre - dilogie (1963; 1968) (il primo libro intitolato Balade din Câmpie è apparso nel 1963 e la dilogia integrale è stata pubblicata a Mosca nel 1968)
- Clopotnița Întoarcerea țărânii în pământBiserica albă Păsările tăereăii noastre (1971)

## Riconoscimenti

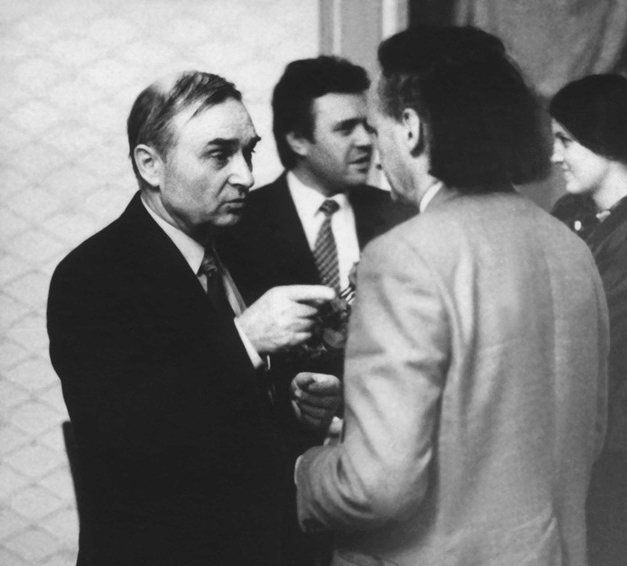
Ion Druta con altri scrittori

Ion Druță è decorato con diversi ordini e medaglie dell'Ordine di Lenin nel 1988, ordine della Bandiera Rossa del Lavoro nel 1960 e 1984, Ordine dell'amicizia tra i popoli e detiene il titolo di scrittore del popolo.
- Nel 1967, per l'opera teatrale Casa Mare, il romanzo Ultima lună de toamnă e il romanzo Balade din Câmpie (la prima parte della dilogia di Povara bunătății noastre) Ion Druţă ricevette il Premio di Stato della Repubblica sovietica di Moldavia.
- Nel 1987 è diventato presidente onorario dell'Unione degli scrittori della Repubblica di Moldavia, posizione alla quale è stato eletto all'unanimità durante l'assemblea generale degli scrittori.
- Nel 1990 è stato eletto membro onorario dell'Accademia romena.
- Il 30 dicembre 1992, membro dell'Accademia delle scienze della Moldavia. È stato incluso nella lista di dieci scrittori per l'anno 1990 (Moldavia, 26 luglio 1995). Il lavoro di Druță è apprezzato dai suoi contemporanei. Secondo il critico letterario moldavo Mihai Cimpoi (fr), "per le sue caratteristiche essenziali, il lavoro di Ion Druță ... esprime resistenza morale e spirituale a tutto ciò che mina le nozioni di nazionale, umano, sacro". Secondo Wolfgang Kasack, “le opere di Druță esprimono il suo amore per la Moldavia e in particolare per i contadini moldavi. Si distinguono per la profondità della loro percezione religiosa ed etica del mondo ”.
- Il 26 agosto 2008 ha ricevuto il Premio di Stato moldavo per un eccezionale contributo allo sviluppo della cultura e della letteratura nazionali e universali.
- L'11 settembre 2009, Ion Druță diventa il primo cavaliere dell'ordine di Bogdan I il Fondatore. Il presidente della Repubblica di Moldavia Vladimir Voronin lo riceve "come un segno di profonda gratitudine per il suo speciale contributo al rinascimento nazionale, per i meriti nello sviluppo di relazioni culturali con paesi stranieri e attività prodigiose al fine di aumentare il prestigio internazionale di Moldavia.